# Ferdinando Galiani
Ferdinando Galiani, detto l'abate Galiani (Chieti, 2 dicembre 1728 – Napoli, 30 ottobre 1787), è stato un economista italiano.

## Biografia

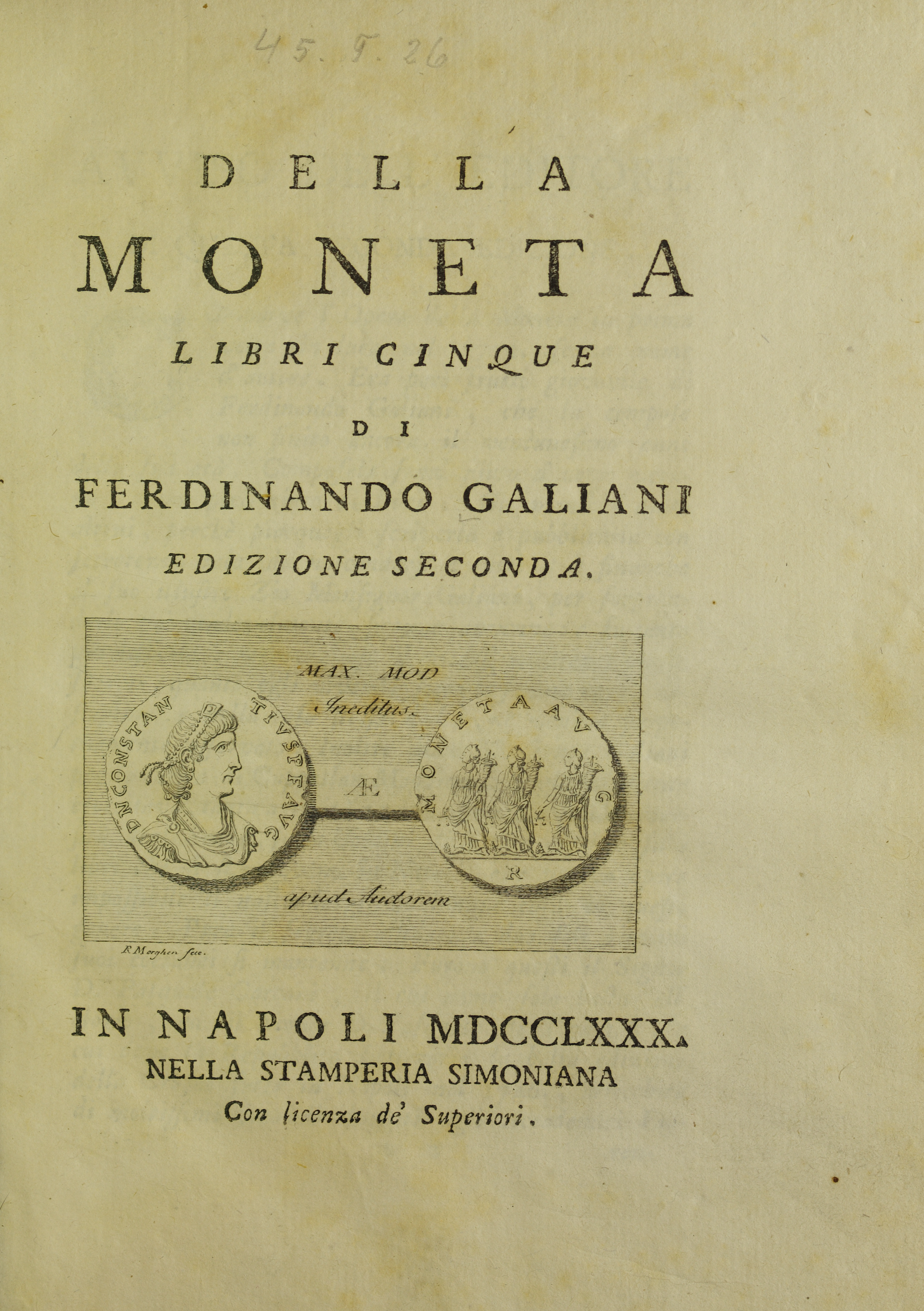
Della moneta, 1780

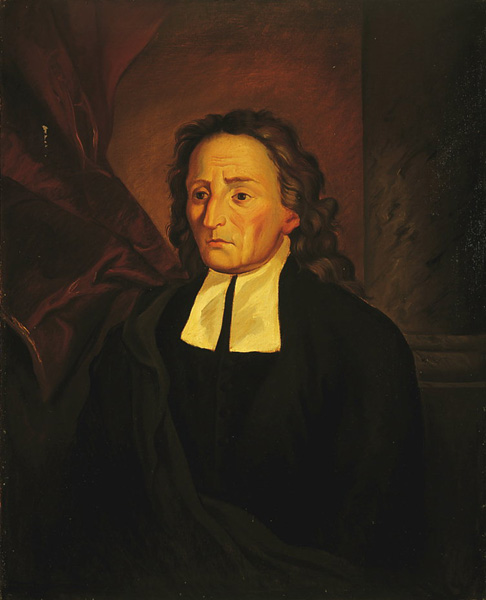
Giambattista Vico

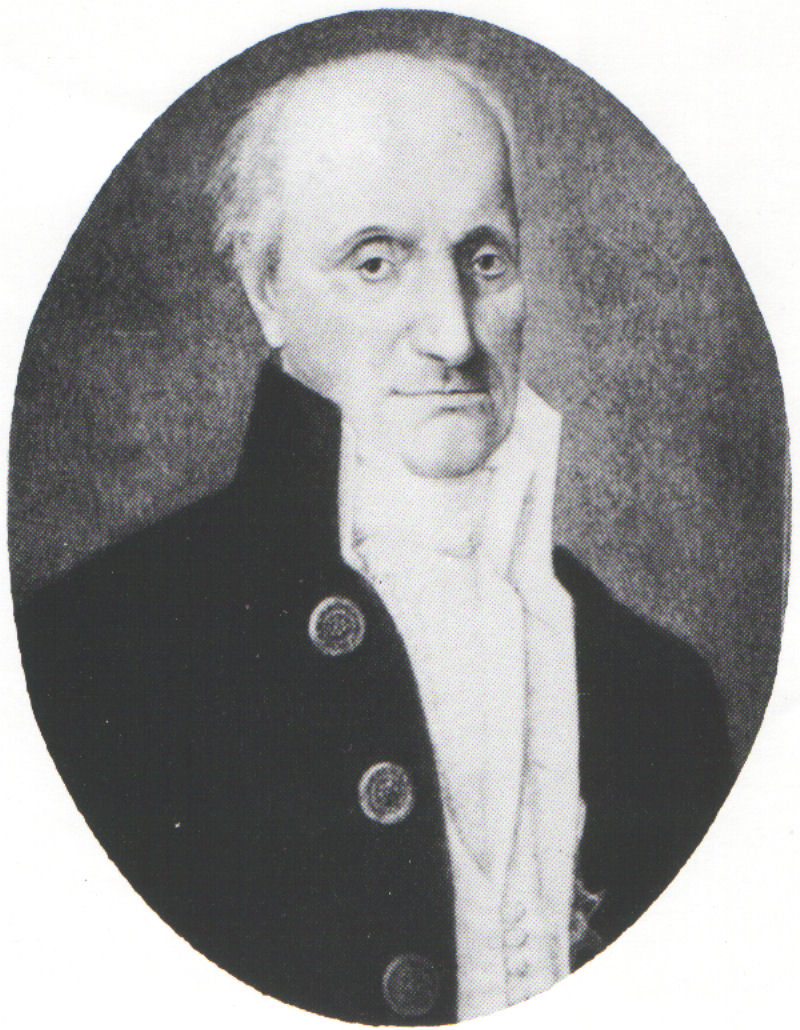
Giovanni Antonio Rizzi Zannoni

Nacque a Chieti nel 1728, da una famiglia pugliese originaria di Lucera: la sua formazione e quella di suo fratello Berardo Galiani, sotto la guida dello zio Celestino Galiani, avvenne a Napoli, dove ebbe modo di conoscere l'opera di Giambattista Vico e fu allievo di Antonio Genovesi.
Nel 1751 pubblicò il trattato Della moneta, un'opera in cinque libri in cui, anticipando alcune tesi dell'utilitarismo, enunciò una teoria sul valore economico dei beni individuando una stretta relazione tra quantità e qualità del lavoro, tempi di produzione, utilità e rarità del prodotto. 

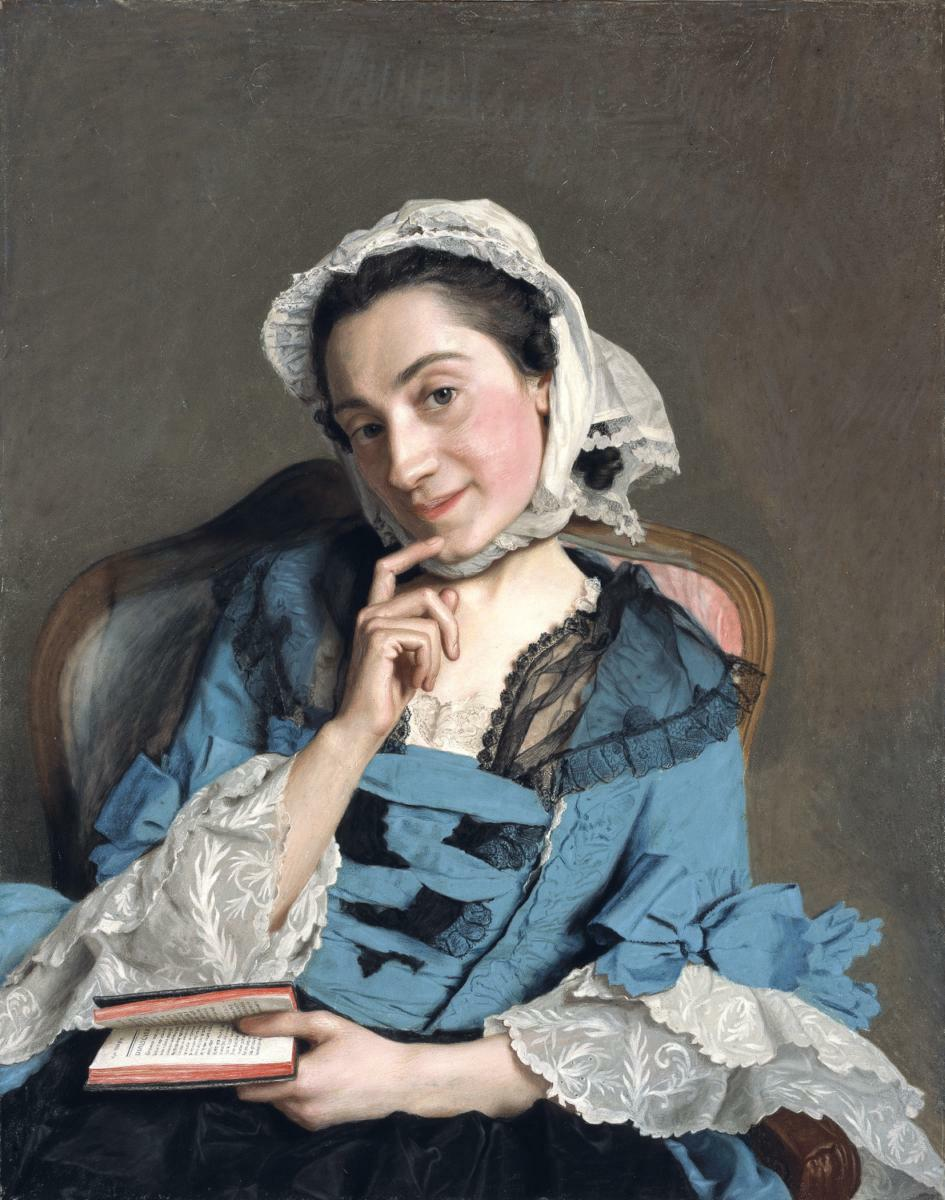
Madame d'Épinay

Tra il 1759 e il 1769 soggiornò a Parigi, dov'era stato inviato come segretario d'ambasciata. In Francia prese a frequentare i salotti letterari, stringendo rapporti con madame d'Épinay e Denis Diderot e si avvicinò alle teorie fisiocratiche: tuttavia se ne staccò presto e nel 1770 pubblicò Dialoghi sul commercio dei grani in cui, contro un indiscriminato liberismo, sostenne il carattere relativo delle istituzioni economiche e la necessità di considerare le particolarità storiche, sociali e ambientali dei diversi paesi. Il suo spirito impressionò i parigini a tal punto, che madame de Choiseul ebbe a dire: "Noi francesi non abbiamo che gli spiccioli dell'esprit, a Napoli hanno i lingotti". Si dice che, tornando in Italia, vide a Pisa il sepolcro dell'Algarotti, su cui era scritto un oraziano "Algarottus, sed non omnis"; disse che gli sembrava un epitaffio più da evirato cantore che da erudito.
Molto importanti sono stati i contatti col cartografo Giovanni Antonio Rizzi Zannoni. Galiani aveva trovato un gruppo di pergamene, riguardanti il Regno di Napoli e di Sicilia, fatte disegnare da Alfonso I a metà del Quattrocento e poi trasferite in Francia da Carlo VIII verso la fine di quello stesso secolo, ricavate verosimilmente da rilevazioni censuarie. Queste pergamene, copiate di nascosto dal Galiani, permisero a Rizzi Zanoni di comporre la "Carta Geografica della Sicilia prima o sia Regno di Napoli", in quattro fogli (1769).
Di ritorno a Napoli si dedicò anche agli studi di linguistica (pubblicò nel 1779 un trattato sulla lingua napoletana e un vocabolario, uscito postumo) e scrisse il libretto per l'opera Socrate immaginario, musicato da Giovanni Paisiello. Sono di questo periodo le sue lettere a Mme d'Épinay, che in Francia si ristampano come esempio di verve e di lepóre epistolare.
Scrisse anche vari opuscoli umoristici, che firmò col nome di Onofrio Galeota, un personaggio molto noto nella Napoli di quegli anni; almeno uno di questi gli è stato attribuito con certezza: Spaventosissima descrizione dello spaventoso spavento che ci spaventò tutti coll'eruzione del Vesuvio.
Fu membro della Massoneria.
Gli è stato dedicato un asteroide, 11958 Galiani. A Galiani era dedicato il corso principale di Chieti, divenuto poi dal 1896 corso Marrucino; gli venne dedicata poi un'altra via. Gli è dedicato anche l'istituto tecnico per geometri di Chieti aperto prima presso la casina Frigerj nel 1865, poi dagli anni 30 in una vicina struttura, in stile razionalista, nonché un Istituto Superiore (ITC) di Napoli.

## Della Moneta
L’opera, presentata in anonimato, si apre con una dedica a Re Carlo, Re di Napoli e di Sicilia dove l’autore esprime gratitudine nei confronti del sovrano per la sua capacità di governare e gestire la moneta. In essa si evidenzia anche la volontà di presentare i principi della scienza della moneta, questo perché egli, come si evince dal proemio, ha sempre ritenuto che nessuno tra gli autori interessati alla materia economica avesse mai provato ad approfondire il regolamento della moneta. Galiani si propone di argomentare più a fondo tale “scienza” presentandoci quella che è l’origine della moneta e successivamente la natura di essa. All’interno dell’opera si introduce al concetto di moneta-merce, ma in particolar modo viene proposta una teoria del valore, descrivendone i principi sulla quale essa si basa: l’utilità, la rarità e lo sforzo per produrli, evidenziato nel testo come: la «fatica», necessari per attribuire valore economico ai beni. Tuttavia il tema principale del “Della Moneta” è l’analisi degli effetti della moneta quali «l’alzamento e l’abbassamento». Galiani ci spiega che nonostante l’uomo ricerchi la stabilità nella moneta, essa è variabile e quindi soggetta a tali influenze. In particolar modo egli presta attenzione al primo dei due effetti, esposto all’interno del 3° libro dei 5 di cui l’opera è formata, fornendoci definizione e analisi della sua natura e degli effetti positivi e negativi che esso provoca.

## Dei doveri dei principi neutrali

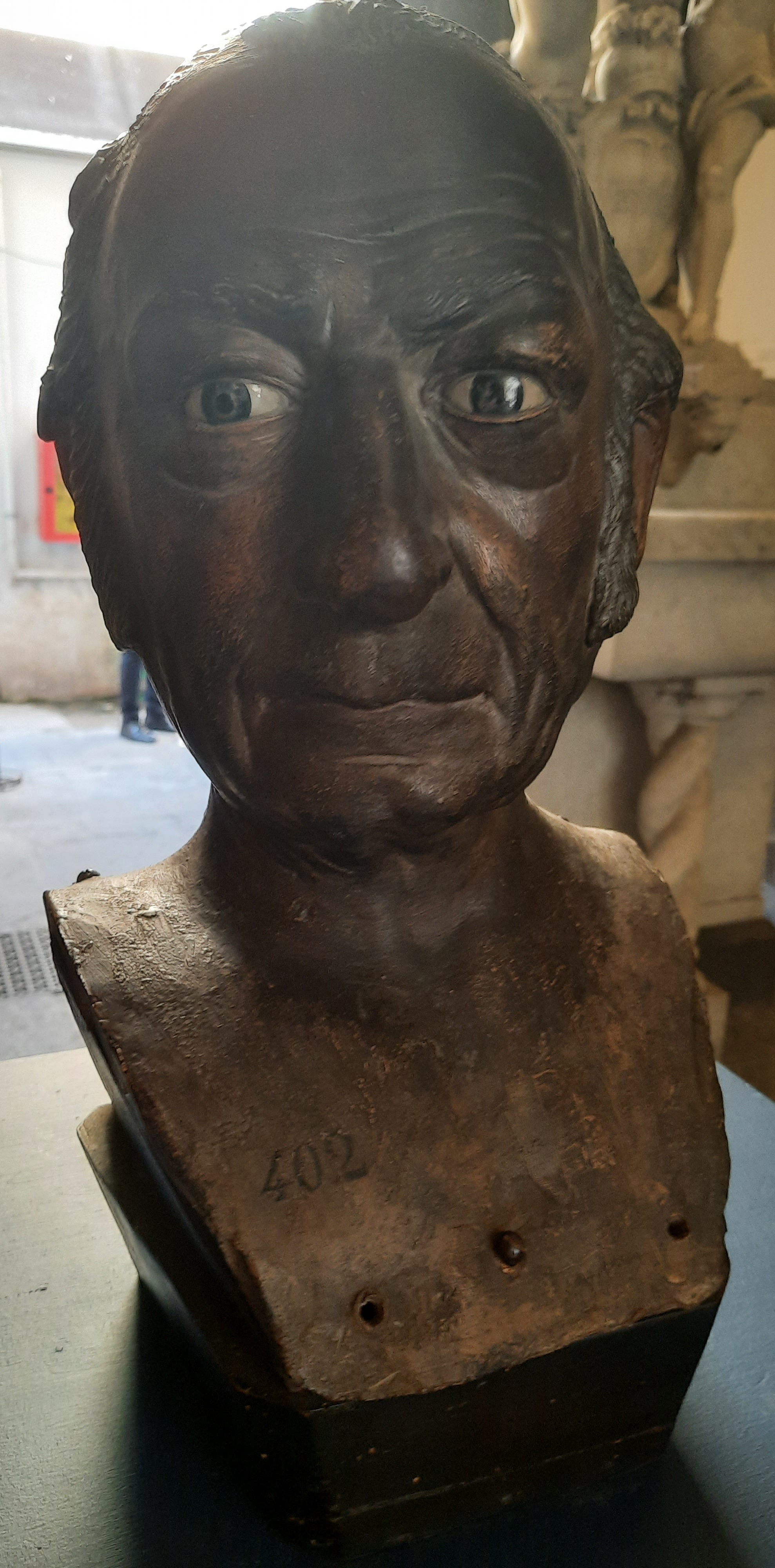
Ritratto dell'abate Ferdinando Galiani, 1787, Giuseppe Sanmartino, Museo Filangieri, Napoli

L’opera fu pubblicata in forma anonima nel 1782 senza indicazioni riguardo l’editore ed il luogo di produzione (anche se quest’ultimo è certamente Napoli), Galiani impiegò un paio di anni per redigerla. Probabilmente l’opera fu ordinata da Ferdinando IV o dal Marchese della Sambuca. Si ipotizza che il testo in questione sia uno sviluppo scientifico della Consulta del Supremo tribunale del commercio di Napoli sull’adesione alla lega dei neutri da parte del regno dei Borbone.
Nell’avvertenza l’autore scrive che l’opera è stata «prodotta da un irresistibile comando» ed ammette l’imperfezione e l’incompletezza del suo scritto.
Il testo è diviso in due libri: nel primo si discorre dei doveri dei neutri (in particolare circa il commercio e le merci di contrabbando), desumendoli dai principi della morale e del diritto; nel secondo vengono affrontate le norme relative della Ragion di Stato. Le due parti hanno una lunghezza alquanto differente, probabilmente dovuta alla celebre “pigrizia" dell’autore o per la sua riluttanza nei confronti delle massime trattate nel secondo libro. Secondo l’autore italiano il fine della guerra non è la vendetta o la strage. Lo scopo finale è togliere al nemico «ogni modo di resistere, ma non il modo di esistere».

## Opere principali
- Ferdinando Galiani, Della moneta, libri cinque, Napoli, Giuseppe Raimondi, 1750.
- Ferdinando Galiani, Dialogues sur le commerce des bleds, A Londres, (pubblicato anonimo), s.t., 1770.
- Ferdinando Galiani, Socrate immaginario, Commedia per musica, rappresentata nel Teatro Nuovo sopra Toledo, nell'autunno dell'anno 1775, con musica del signor d. Giovanni Paisiello, Napoli 1775.
- Ferdinando Galiani, Del Dialetto napoletano, Deus nobis haec otia fecit, Napoli, per Vincenzo Vocola, impressore di S. M. (D.G.), 1779.
- Ferdinando Galiani, De' doveri de' principi neutrali verso i principi guerreggianti e di questi verso i neutrali. Libri due, [Napoli], s. t. (pubblicato anonimo), 1782.[5]
- Ferdinando Galiani, Dialogues sur le commerce des blés, Milano, Ricciardi, 1959. URL consultato il 22 giugno 2015.